# منزل اليورت

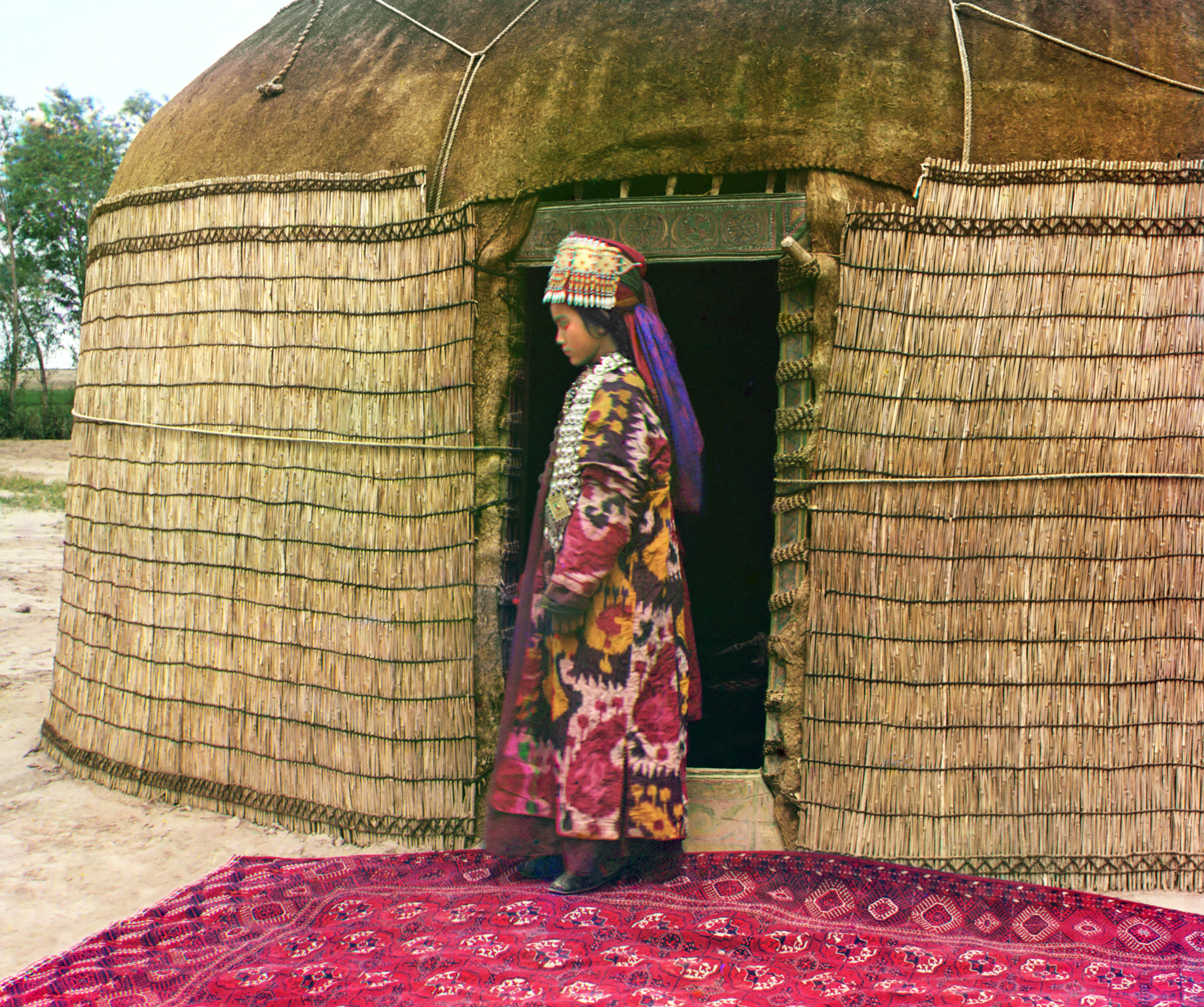
امرأة تركمانية تقف في مدخل منزل يُرت تركماني في تركستان؛ صورة فوتوغرافية يرجع تاريخها لعام 1913 التقطها بروكودين غورسكي

اليُورتة أو اليُرتة أو (نقحرة: يورت) هو منزل قابل للتنقل تقليدي الهيكل مُحاط بإطار من الخشب المقوس كان يتم استخدامه من جانب تركماني قبائل البدو الرحل في سهوب آسيا الوسطى. وهيكل منزل اليُرت يتألف من سقف يشبه التاج أو عجلة الضغط (tüýnük) والذي عادةً يكون قد تم تشكيله عن طريق تقويسه بالبخار، ويكون مدعومًا بدعامات السقف المقوسة لأسفل عند نهايتها حيث تتلاقى مع الجدار الشبكي المُعرَّش (والذي تم تقويسه وتشكيله أيضًا بالبخار). ويتم منع الجزء العلوي من الجدار من الانفلات والتفكك عن طريق استخدام حزام شد أو وتر رابط والذي يقاوم قوة دعامات السقف. وهيكل المنزل غالبًا ما يكون مُغطى بطبقات من الألياف ولباد صوف الأغنام من أجل العزل ومقاومة عوامل الطقس.
غالبًا ما يشير الغرب بالخطأ إلى الهيكل البنائي المماثل لدى قبائل البدو المنغوليين والمُسمى بـ اليار (Ger) على أنه مماثل لمنزل اليُرت، ولكنه في الحقيقة يختلف عن اليُرت في أن عجلة السقف (تُسمى التونو (tonoo)) أكثر ثقلًا، كما أنها تكون مدعومة بواسطة أعمدة، وتكون الدعامات المُكوِّنة للسقف مستقيمة بدلًا من كونها مقوسة لأسفل عند نقطة التلاقي مع الجدار. كما أن الجدار الشبكي لليار مكون من قطع مستقيمة بعكس تلك الموجودة في اليُرت والتي تتميز بالانحناء والتقوس.

## أصل بعض المصطلحات ومرادفاتها

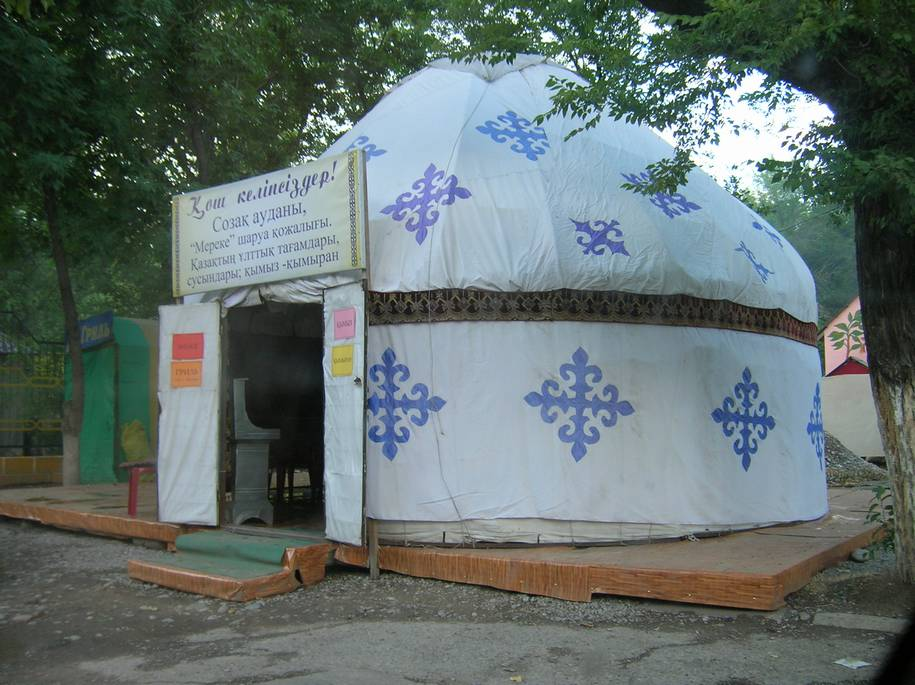
يُرت في شيمكنت (Shymkent) في كازاخستان (Kazakhstan) يُستخدم كمقهى.

- مصطلح «يُرت» - مشتق أصلًا من المصطلح التركماني الذي يُقصد به الأثر الذي يتركه اليُرت المتنقل على الأرض بعد تركه لمكان معين، وعلى حسب الامتداد المُتصل بالكلمة، فإن معناها يمكن أن يشير إلى وطن الشخص أحيانًا، أو أحد الأقرباء، أو الميراث الإقطاعي. وقد ظهر استخدام هذا المصطلح حين ظهرت الحاجة إلى تسمية المساكن التي تتخذ شكل الخيمة في اللغات الأخرى. وفي اللغة التركية الحديثة كلمة «يُرت (Yurt)» تُستخدم كمرادف للوطن أو المهجع. في اللغة الروسية يُشار إلى نفس الهيكل البنائي بالمصطلح «يُرتا (Yurta)» أو (юрта)، والذي منه تم اشتقاق المصطلح الإنجليزي.
- جورتا (Jurt) هو ما يطلقه المجريون الذين تعود أصولهم إلى آسيا الوسطى على اليُرت.
- киіз үй (تُترجم حرفيًا: كييازا (kïiz üy)) - الكلمة الكازاخستانية، وهي تعني «منزل اللباد».
- боз үй (تُترجم حرفيًا: بوزيا (boz üy)) - المصطلح القيرغيزستاني والذي يعني «المنزل الرمادي»، بسبب لون اللباد.
- ak öý and gara öý - في اللغة التركمانية والمصطلح يعني حرفيًا «البيت الأبيض» و«البيت الأسود»، اعتمادًا على مدى الترف والأناقة في المنزل.
- гэр (تُترجم حرفيًا: اليار (ger)) - في اللغة المنغولية تعني ببساطة «المسكن».
- "Kherga"/«تترجم حرفيا: "جيرجا (Jirga)» - الشعب الأفغاني يُطلق عليها هكذا.
- «خيمة» هي الكلمة المُرادفة لليُرت أو المنزل الذي يشبه الخيمة في باكستان، من اللغة الأوردو (واللغة الفارسية): خيمة، أما في اللغة الفارسية فيُسمى اليُرت إكزايم (Xeyme) (خيمة)، وفي اللغة الطاجيكية المصطلحات التي تُطلق على اليُرت هي إكسونا أي سِيو (Xona-i siyoh)، وزييما (Xayma) (юрт، хонаи сиёҳ، хайма).

## معلومات تاريخية
تُستخدم مساكن اليُرت منذ القرن الثالث عشر على الأقل، إلا أن هناك مؤشرات توضح أن تصميمها يعود إلى قبل ذلك بكثير.

## الهيكل البنائي

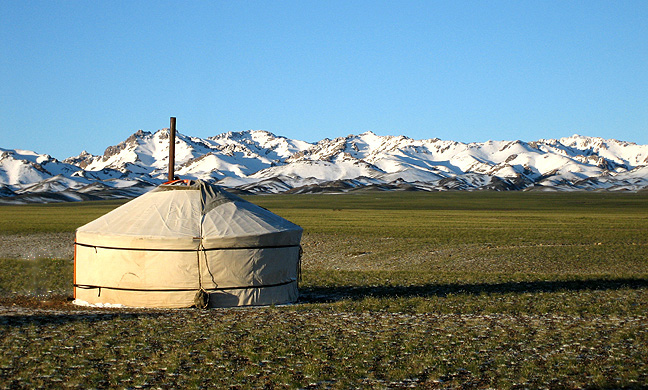
اليار المغولي

عادةً، يتكون اليُرت من إطار خشبي مستدير واسع يحمل فوقه غطاءً من اللباد. اللباد يصنع عادة من أصواف قطعان الأغنام التي تُصاحب الرعاة. العوارض الخشبية اللازمة لبناء الهيكل الخارجي لليُرت لا تكون متاحة في منطقة السهول غير المشجرة، لذلك يجب أن يتم الحصول عليها عن طريق التجارة في الوديان السفلى.
يتكون الإطار من قطاع أو أكثر من الجدران الشبكية، وإطار للباب، ودعامات السقف المقوسة، والتاج. في اليار المغولي نلاحظ وجود عمود أو أكثر لحمل التاج ودعامات السقف المستقيمة. أما الإطار الخشبي ذاتي الدعم فيكون مُغطى بقطع من اللباد. وعلى حسب توافر المواد، فمن المعتاد أن يُغطى اللباد بطبقة أو أكثر من الكتان الغليظ و/أو أغطية الشمس. ويُمسك الإطار مع بعضه البعض باستخدام واحد أو أكثر من الحبال أو الأربطة. ويُحتفظ بالهيكل البنائي لليُرت تحت قوة الضغط التي تحفظ تماسكه عن طريق وزن الأغطية، وأحيانًا يتم دعمه بإلحاق مُعلَق ثقيل الوزن من منتصف السقف. وهي تختلف من حيث الحجم والوزن النسبي.
يُصمم اليُرت بحيث يمكن تفكيك أجزائه وحملها بشكل منظم على الجمال أو حيوانات الياك (ثور التبت) ليتم إعادة بنائه في موقع آخر. يستغرق الانتهاء من بناء اليُرت حوالي ساعتين.

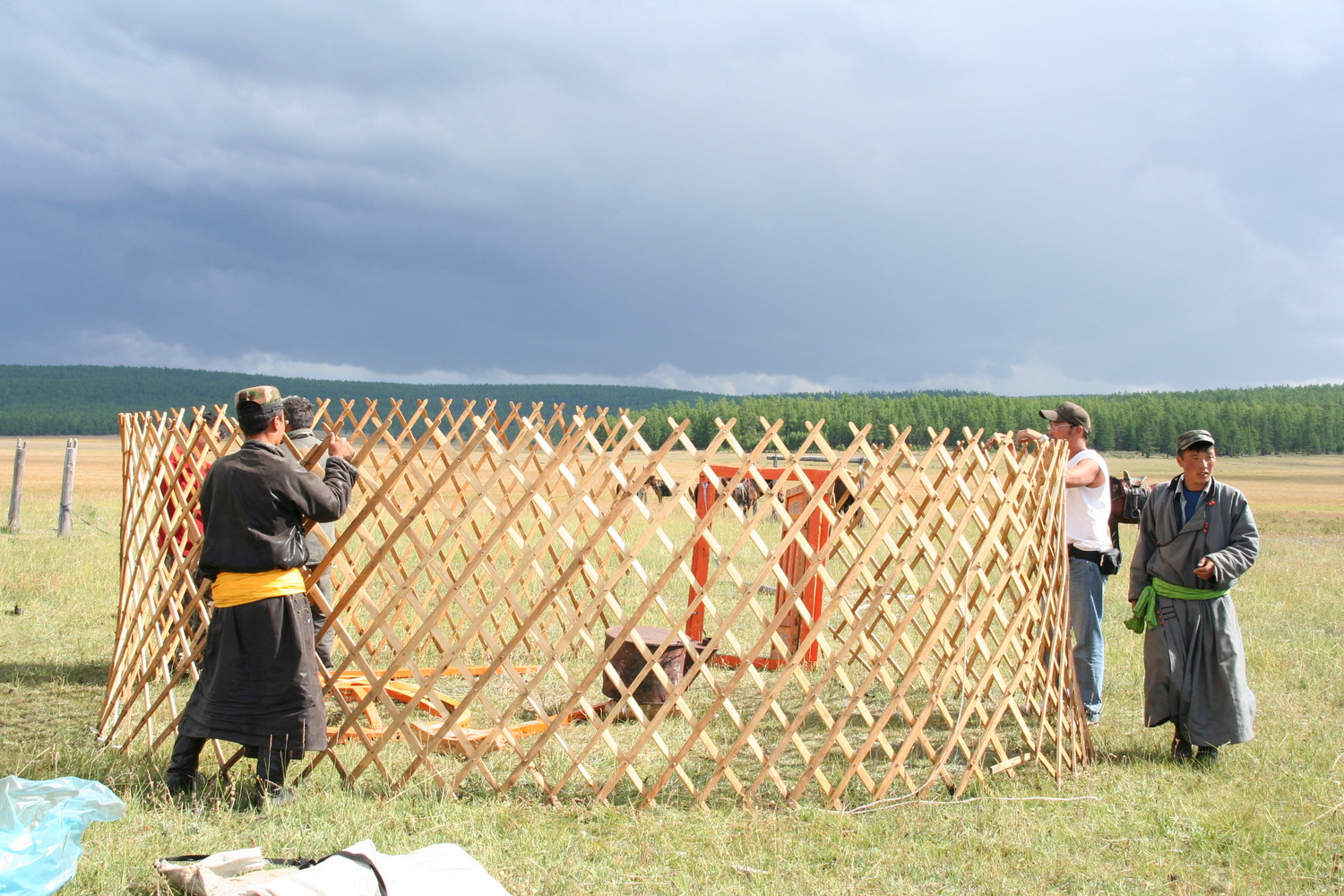
اليار المغولي: البدء بالجدران والباب.
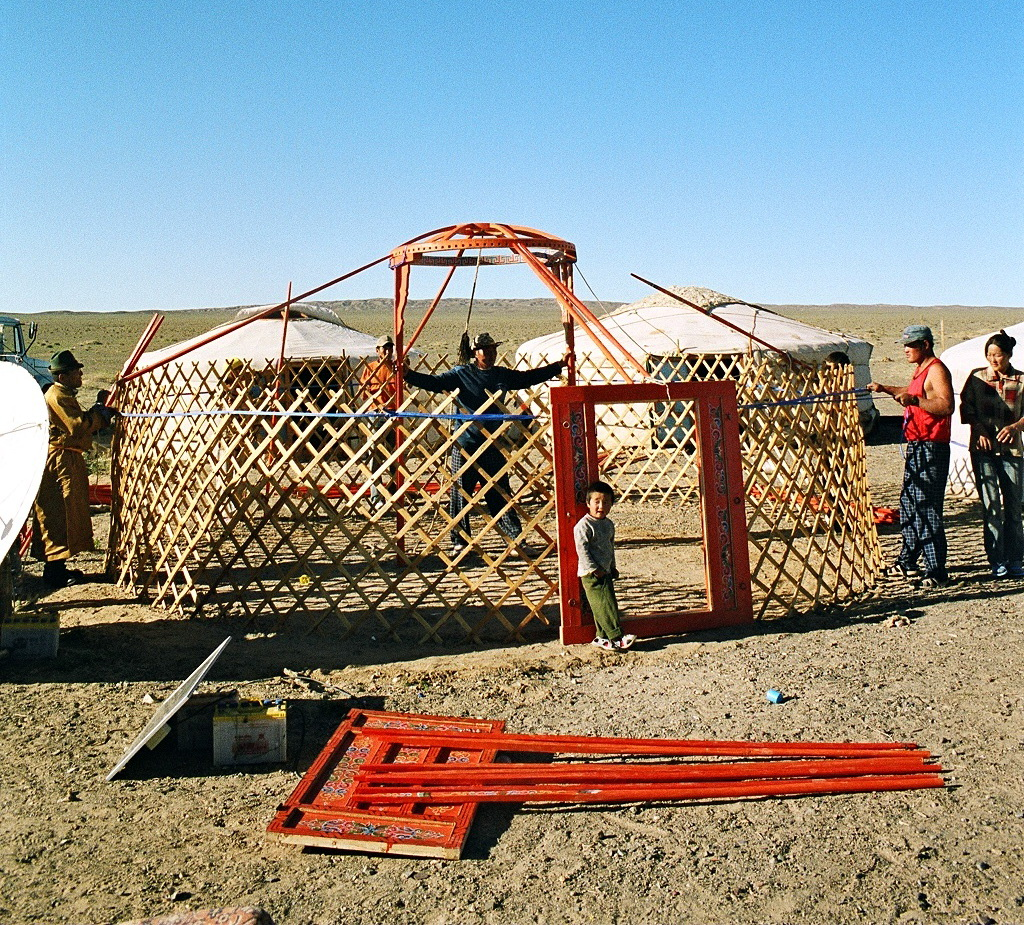
اليار المغولي: البدء في وضع دعامات السقف
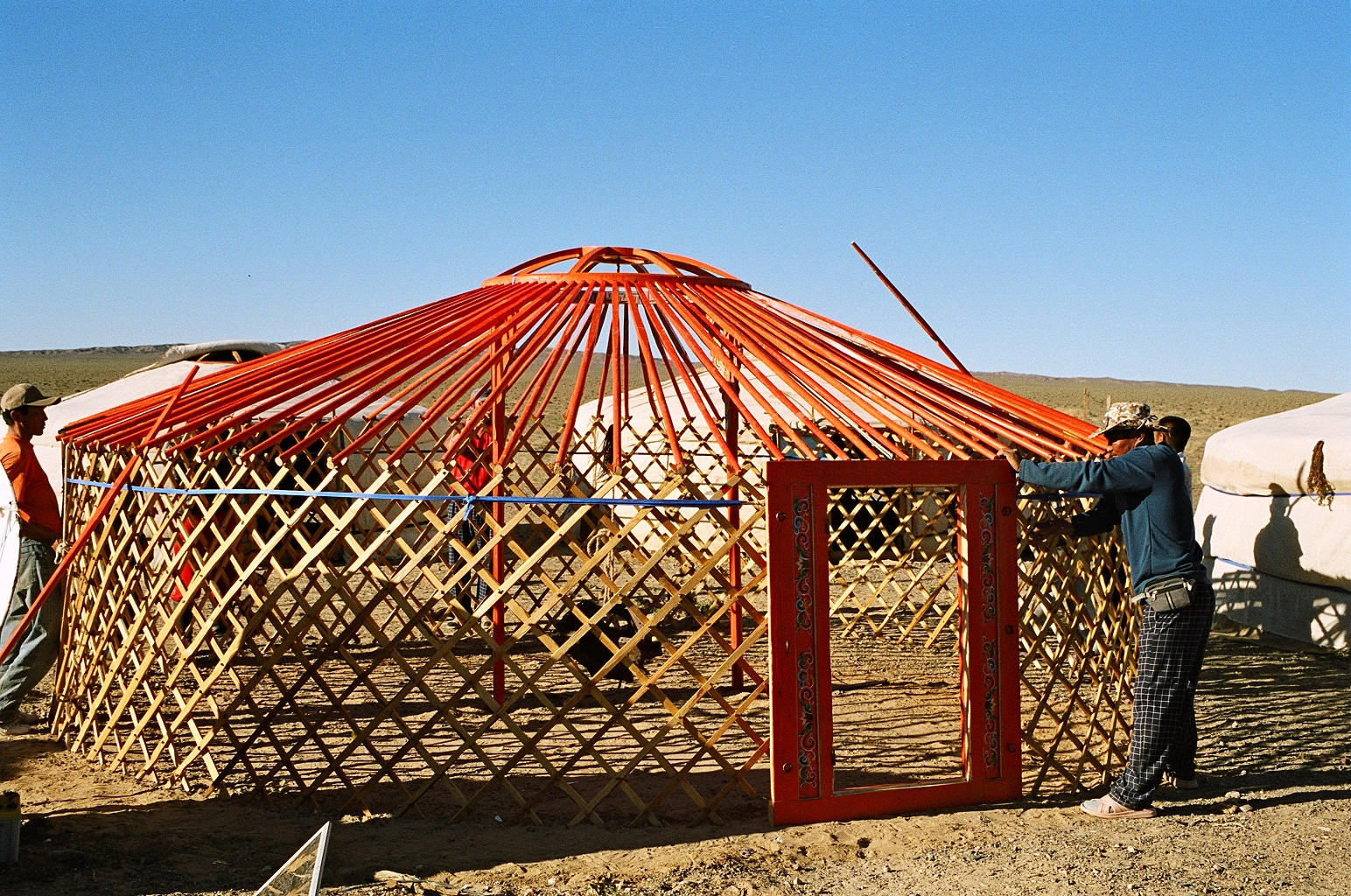
اليار المغولي: بعد وضع دعامات السقف
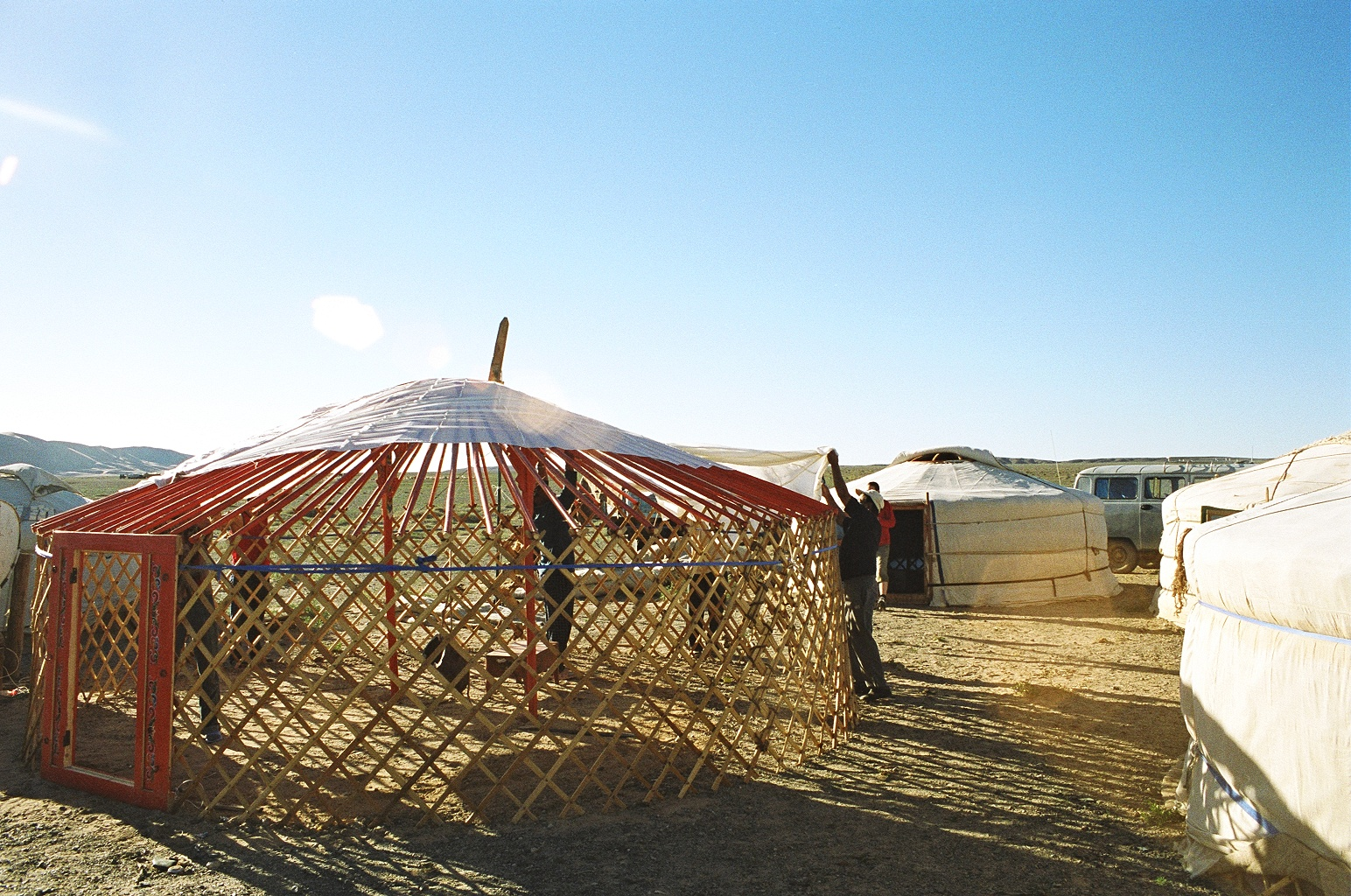
اليار المغولي: أثناء وضع الطبقة الداخلية الرقيقة على السقف
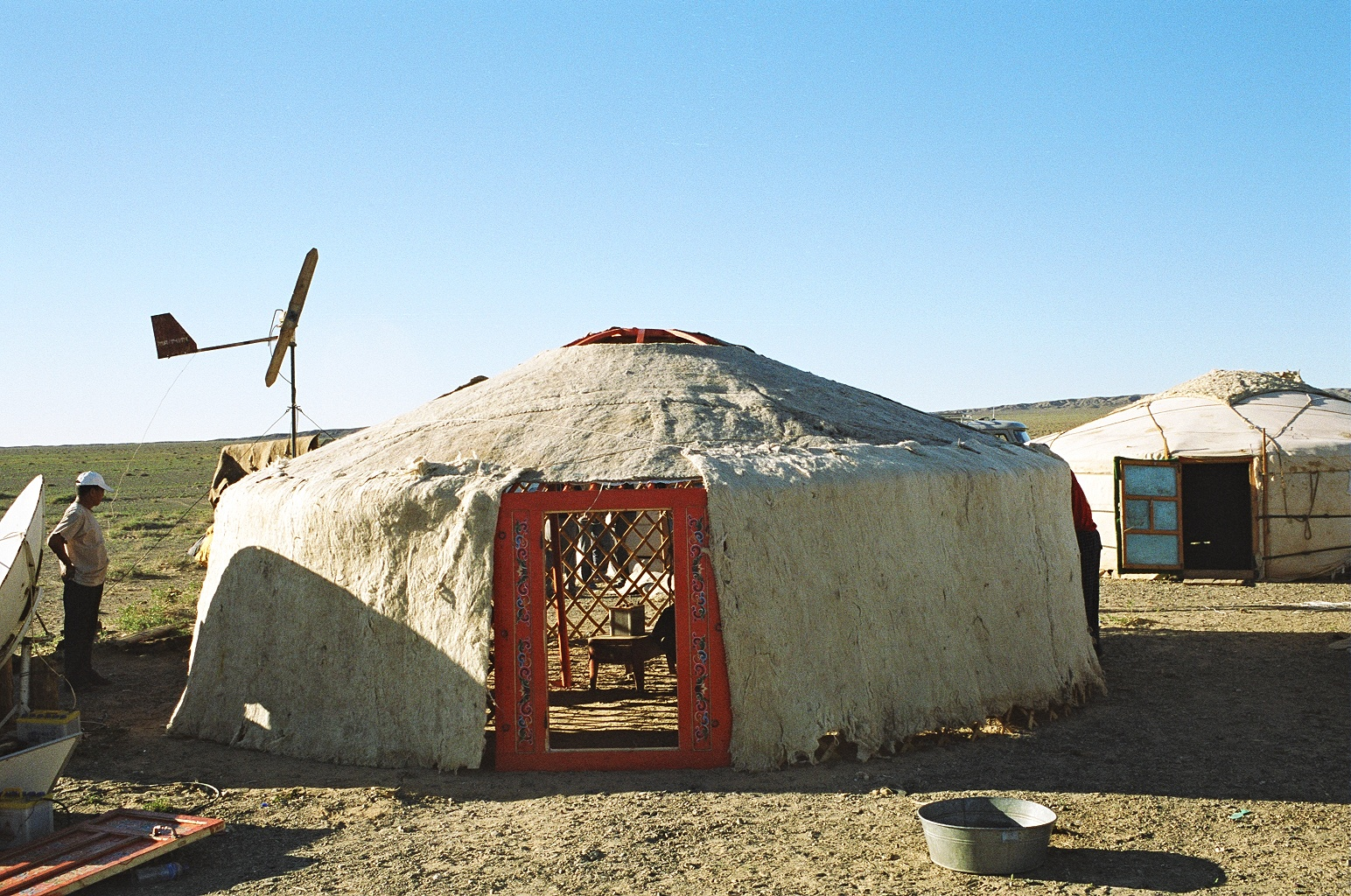
اليار المغولي: أثناء إضافة الغطاء المصنوع من اللباد
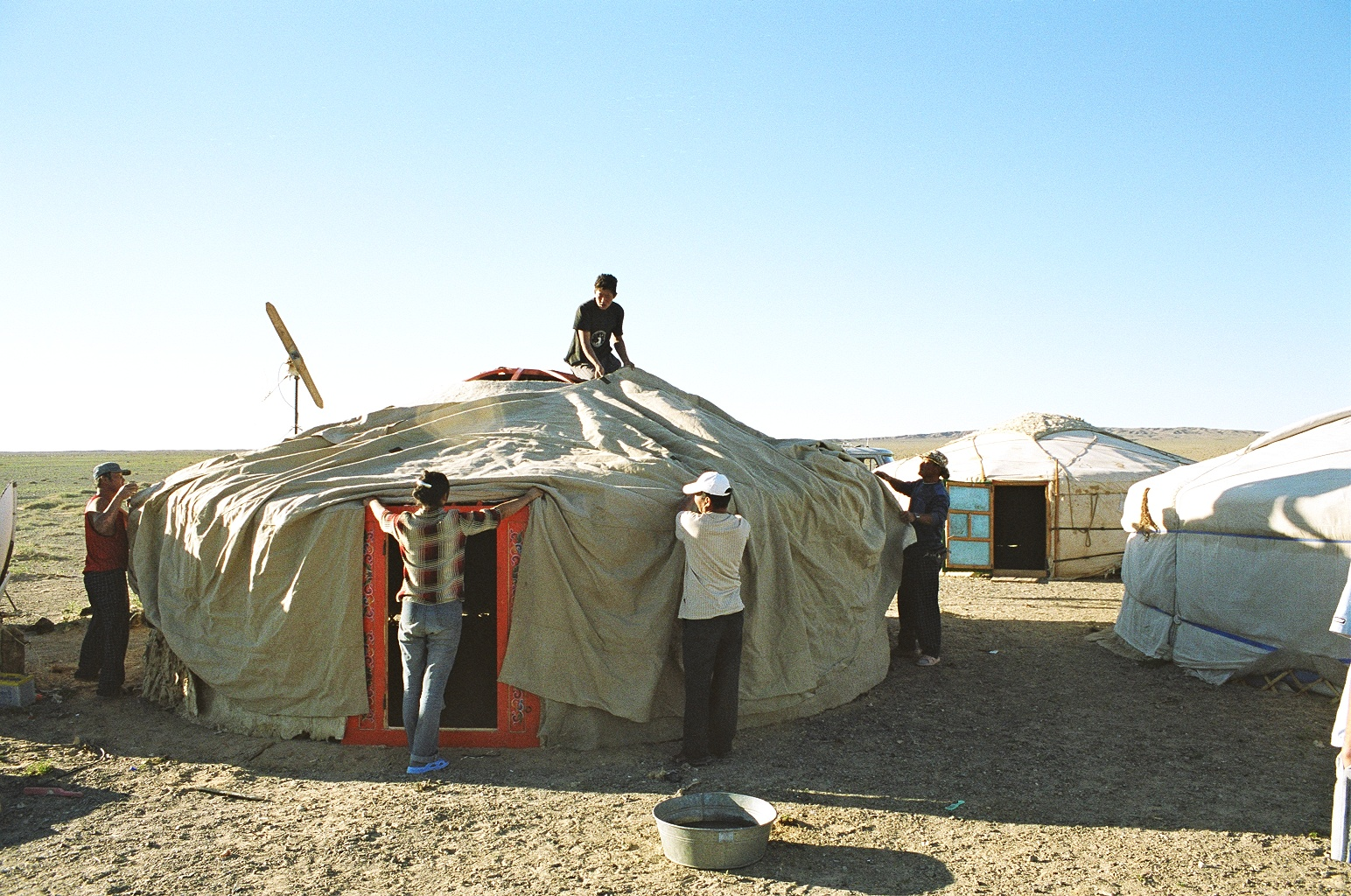
اليار المغولي: أثناء وضع الغلاف الخارجي

## الزخرفة والرمزية الفنية
الزخرفة التقليدية لليُرت عادة ما تكون في المقام الأول معتمدة على نماذج وقوالب محددة. هذه القوالب بوجه عام لا تخضع للذوق الشخصي، وإنما تكون مُستمَدة من زخارف لها قدسية معينة مع مجموعة معينة من الرموز الشعائرية. الرموز المُعبرة عن القوة هي الأكثر استخدامًا، وهي تتضمن الصليب المعقوف (سواستيكا) والوحوش الأربعة التي ترمز للقوة (الأسد والنمر والجارودا والتنين)، كذلك يُستخدم التصوير الممنهج للعناصر الأساسية الخمس (النار والماء والأرض والمعدن والخشب)، فهي تعتبر العناصر الأساسية غير المتغيرة للناموس الكوني. ومثل هذه القوالب تُستخدم كثيرًا في مساكن اليُرت مع الاعتقاد القوي أنها ستجلب القوة وتوفر الحماية.
كما أن قوالب الزخارف الهندسية المكررة أيضًا تُستخدم على نطاق واسع. ويُعد القالب الهندسي الأكثر شيوعًا هو المدق المتصل أو الزخارف السائرة أو ما يُسمى (أولكان كي (alkhan khee)). وهي تُستخدم عادةً كحاشية زخرفية وتُعبر عن القوة اللانهائية والحركة المستمرة. هناك قالب زخرفي آخر شائع وهو «الأولزاي (Ulzii)»، الذي يرمز للحياة الطويلة والسعادة. قالب «خامر أوجالز» أو (قالب الأنف) وقالب «أيفر أوجالز» أو (قالب القرن) مستمدان من أشكال أنوف الحيوانات وقرونها، كما أنها تعتبر من أقدم القوالب الزخرفية التقليدية. جميع هذه النماذج والقوالب الزخرفية نجدها ليس فقط في زخارف اليُرت نفسه وإنما نجدها أيضًا في أعمال التطريز، والأثاث، والكتب، والملابس، والأبواب، وأشياء أخرى.

### في آسيا الوسطى

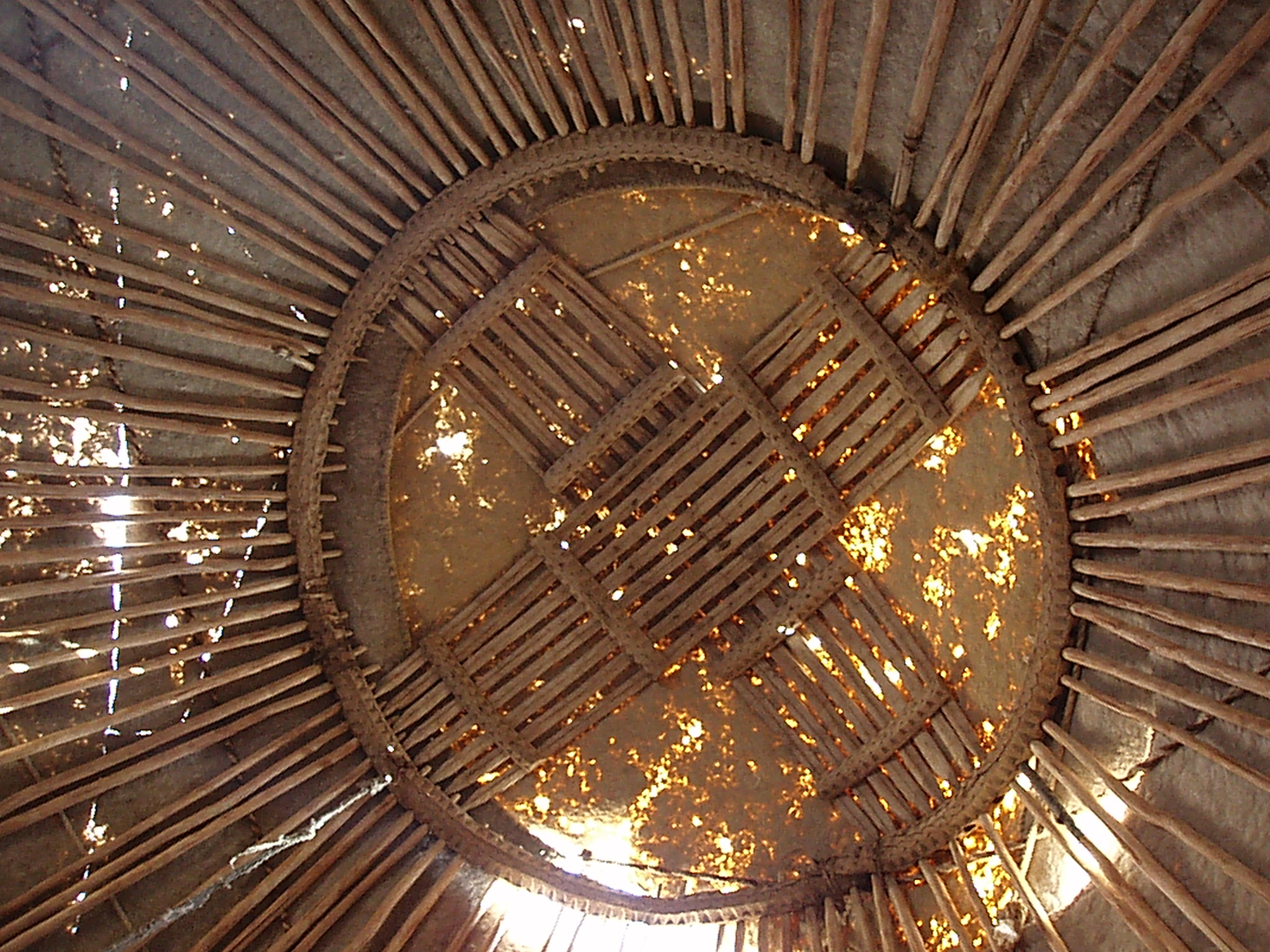
زخارف الشانݘيراك
علم قيرغيزستان

في العديد من ثقافات آسيا الوسطى، ((بالمنغولية: тооно)‏، ‎[tɔ:n]‏; (بالقازاقية: шаңырақ)‏ ‎[ʃɑɴərɑ́q]‏; (بالقيرغيزية: түндүк)‏ ‎[tyndýk]‏; (بالتركمانية: tüýnük)‏) نجد أن التاج الخشبي لليُرت يمكن أن يكون هو نفسه رمزًا شعائريًا لفئة معينة. في مجتمعات كازاخستان القديمة، غالبًا ما يمكن أن يتم صيانة اليُرت وإعادة بنائه، ولكن زخارف الشانݘيراك يجب أن تظل سليمة دون أن يلحق بها أي أذى، وتُورّث من الأب إلى الابن عند وفاة الأب. يُقاس امتداد تراث العائلة عن طريق تراكم البقع على رقعة الشانݘيراك الناتجة عن عقود من الدخان الذي يمر عبرها. تكون القطعة المزخرفة من التاج في منتصف شعار نبلاء كازاخستان، وتُشكّل الصورة الرئيسية على علم كازخستان.
أما في الوقت الحالي، يُعتبر اليُرت رمزًا قوميًا في الكثير من مجتمعات آسيا الوسطى، وبالتالي، فإن اليُرت يُستخدم أحيانًا كمقهى (خاصةً تلك المقاهي التي تتخصص في الطعام التقليدي)، وكمتحف (خاصةً المتاحف المرتبطة بالثقافة القومية)، وكمتاجر للهدايا التذكارية.

### الرمزية الفنية البوذية في اليار المغولي

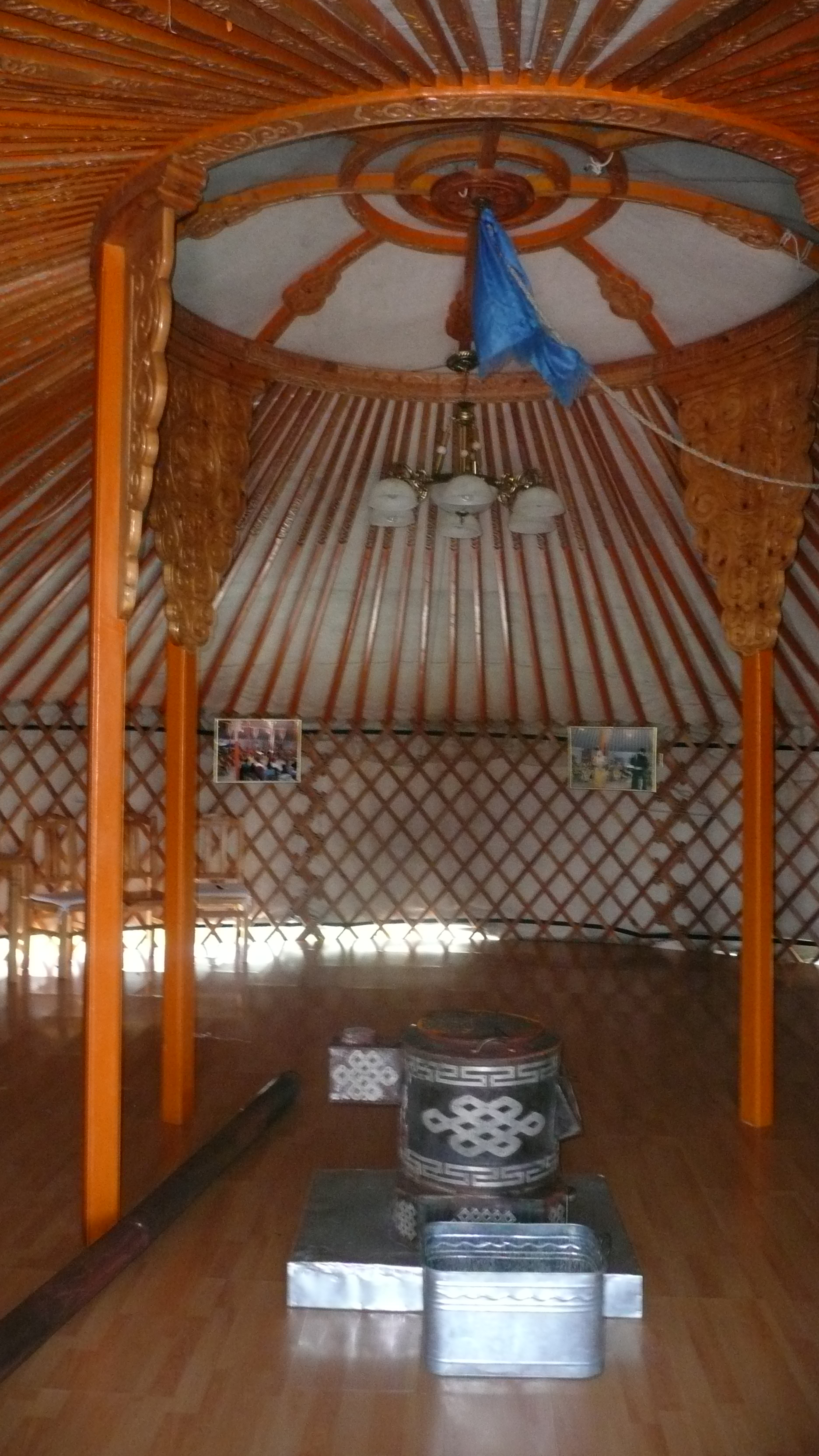
رمز الدارم شاكرا البوذي والذي تمثله الكورولا أو عجلة الدارما (النظام الكوني) (بلغة التيبت: འཀོར་ལོ།) التونو. رموز بوذية أخرى -- الخاتاݘ (بلغة التيبت: ཁ་བཏགས་) يتدلى من التونو والإدبالݘبو (بلغة التيبت: དཔལ་གྱི་བེའུ) موجود على الموقد

تطور تصميم اليار المغولي من شكله البسيط القديم ليتناسب ويندمج مع الحضارة البوذية. حيث نجد أن شكل التاج - التونو تحول ليتخذ شكل الدارم شاكرا البوذية. الطراز القديم من التونو، نجده الآن بسهولة أكبر في يُرت آسيا الوسطى، وهو يُسمى في منغوليا «تونو الساركيناج» بينما يُسمى التونو الذي يرمز للدارم شاكرا البوذية «الكورولا أو عجلة الدارما» (بلغة التيبت འཀོར་ལོ།) تونو. كما نجد أن جميع أشكال، وألوان، وزخارف العناصر الخشبية - التونو، والأعمدة والدعامات الموجودة باليُرت المنغولي تتماشى مع النمط الفني الموجود في الأديرة البوذية بمنغوليا. ومثل هذه النماذج من اليُرت تُعرف بـ «أويانݘين» - وهي تعني حرفيًا «بيت الترانيم» أو «بيت الألحان».

## اليُرت الغربي

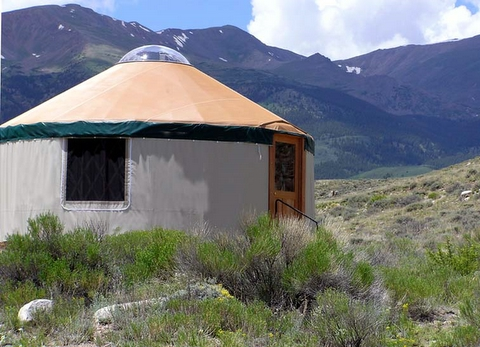
بناء مُستوحى من شكل اليُرت في جبال كولورادو

أخذ المتحمسون في الدول الأخرى فكرة بناء اليُرت، وحولوها إلى خيام مستديرة شبه دائمة وقاموا بتعديلها بما يتناسب مع احتياجاتهم الثقافية والحضارية. ورغم أن هذه الهياكل البنائية يُحتمل أن تكون منسوخة إلى حد ما من تلك الأصلية الموجودة بآسيا الوسطى، إلا أن لها بعض الملامح المختلفة في تصميمها الذي تم تعديله ليتكيف مع ظروف المناخ واحتياجات الاستخدام المختلفة.
في الولايات المتحدة وكندا يُصنع اليُرت باستخدام مواد متقدمة التقنية. ونجد اليُرت في هذه المناطق، مُصممًا هندسيًا بحرفية عالية وتم بناؤه بحيث يواجه ظروف المناخ الشديدة. بالإضافة إلى ذلك، فإن بناء أحد هذه الهياكل قد يستغرق أيامًا ولا يمكن تكرار نقله كثيرًا. تلك النماذج من اليُرت في أمريكا الشمالية من الأفضل أن تُسمى بمشتقات اليُرت أو أشباه اليُرت، فهي لم تَعد تلك المنازل المستديرة المغطاة باللباد الذي يسهل تفكيك أجزائها وتركيبها ونقلها. يُرت أمريكا الشمالية ومشتقات اليُرت ابتكرها ويليام كوبرثاوايت (William Coperthwaite) في الستينيات من القرن العشرين، بعد أن استوحى فكرة بنائها من مقال جغرافي قومي عن زيارة قاضي المحكمة العليا ويليام أو دوجلاس (William O. Douglas) لمنغوليا.
في عام 1978، أصبحت شركة باسيفيك يُرتس (Pacific Yurts) في ولاية أوريغون (http://pacificyurts.com) أول شركة مُصنعة لليُرت باستخدام هياكل البناء المعمارية والهندسة الإنشائية، وبذلك فقد مهدت الطريق لينتشر اليُرت وتتسع شعبيته في منتجعات التزلج والمخيمات.
وفي عام 1993، أصبحت ولاية أوريغون أول ولاية تعتمد نموذج اليُرت في إدارة المتنزهات العامة الخاصة بها وتوفرها كمرافق لجولات التخييم السنوية. ومنذ ذلك الحين، قامت ما يقرب من سبع عشرة ولاية من الولايات المتحدة الأمريكية بتوفير مخيمات اليُرت داخل إدارات متنزهاتها العامة.
وفي أوروبا، يتم إنتاج نماذج يُرت مُقارِبة جدًا لليُرت المنغولي ويُرت آسيا الوسطى في العديد من دول أوروبا. وتُصنع هذه الخيم من الخشب المحلي الصلد، وغالبًا ما يتم تجهيزها لتتكيف مع المناخ الرطب والممطر باستخدام سقف له جوانب أكثر انحدارًا وأغطية من الكتان الغليظ المقاوم للماء. وخلاصة ذلك أنها نموذج لليُرت، ولكن مع غياب الغطاء المصنوع من اللباد الموجود في اليُرت التقليدي.
هناك مجموعات أخرى مختلفة وأفراد يستخدمون اليُرت لأغراض أخرى متنوعة، بدءًا بالسكن الكامل وحتى قاعات المدارس. في بعض المتنزهات الريفية في كندا، وكذلك في المتنزهات الرسمية في العديد من الولايات الأمريكية، تتوافر خيم اليُرت الدائمة للتخييم.

## وصلات خارجية
- yurtforum.com - An online discussion about building، maintaining، and living in yurts
- yurtinfo.org - A comprehensive resource for yurts and related structures
- Timothy Allen، BBC Earth فيلم قصير عن يُرت منغولي يتم تشييده
- Simply Differently.org: Yurt Notes & Calculator، موارد بناء اليُرت، إرشادات كيفية البناء، وحاسبة إلكترونية
- How to build a yurt بواسطة بول كينج (ملف PDF وكتاب إلكتروني)
- Timelapse of Yurt construction at Blackdown Yurts - Devon، England by Mike Lusmore
- Kazakh Yurt معلومات عن بناء اليُرت وزخارفه وهيكله القادر على التحمل، وما إلى ذلك. من موقع VisitKazakhstan.kz.
- خيام قبيلة تشاهار البدوية. منغوليا الداخلية، الصين، 1874

(بالعربية)